# Campeonato Europeo de Ciclismo en Ruta de 2016
El I Campeonato Europeo de Ciclismo en Ruta se realizó en Plumelec (Francia) entre el 14 y el 18 de septiembre de 2016, bajo la organización de la Unión Europea de Ciclismo (UEC) y la Federación Francesa de Ciclismo.
El campeonato constó de carreras en las especialidades de contrarreloj y de ruta, en las divisiones élite masculino, élite femenino y masculino sub-23. En total se otorgaron seis títulos de campeón europeo.

## Programa
El programa de competiciones es el siguiente:
| Día              | Prueba                        | Trayecto          | Distancia (km) | Ganador                                |
| ---------------- | ----------------------------- | ----------------- | -------------- | -------------------------------------- |
| Contrarreloj     |                               |                   |                |                                        |
| 14 de septiembre | Contrarreloj sub-23 masculina | Josselin–Plumelec | 25,4           | Lennard Kämna · ( Alemania)            |
| 15 de septiembre | Contrarreloj élite femenina   | Josselin–Plumelec | 25,4           | Ellen van Dijk · ( Países Bajos)       |
| 15 de septiembre | Contrarreloj élite masculina  | Josselin–Plumelec | 45,5           | Jonathan Castroviejo · ( España)       |
| Ruta             |                               |                   |                |                                        |
| 17 de septiembre | Ruta sub-23 masculina         | Plumelec–Plumelec | 150,7          | Alexandr Riabushenko · ( Bielorrusia)  |
| 17 de septiembre | Ruta élite femenina           | Plumelec–Plumelec | 109,6          | Anna van der Breggen · ( Países Bajos) |
| 18 de septiembre | Ruta élite masculina          | Plumelec–Plumelec | 232,9          | Peter Sagan · ( Eslovaquia)            |

1. ↑  Circuito de 13,7 km – 11 vueltas.
2. ↑  Circuito de 13,7 km – 8 vueltas.
3. ↑  Circuito de 13,7 km – 17 vueltas.

## Resultados

### Masculino
- Contrarreloj individual

| Puesto | Ciclista             | País    | Tiempo   |
| ------ | -------------------- | ------- | -------- |
| Oro    | Jonathan Castroviejo | España  | 58:13,99 |
| Plata  | Victor Campenaerts   | Bélgica | 58:43,43 |
| Bronce | Moreno Moser         | Italia  | 58:52,93 |

- Ruta

| Puesto | Ciclista           | País       | Tiempo  |
| ------ | ------------------ | ---------- | ------- |
| Oro    | Peter Sagan        | Eslovaquia | 5:34:23 |
| Plata  | Julian Alaphilippe | Francia    | 5:34:23 |
| Bronce | Daniel Moreno      | España     | 5:34:23 |

### Femenino
- Contrarreloj individual

| Puesto | Ciclista             | País         | Tiempo   |
| ------ | -------------------- | ------------ | -------- |
| Oro    | Ellen van Dijk       | Países Bajos | 36:41,07 |
| Plata  | Anna van der Breggen | Países Bajos | 36:59,47 |
| Bronce | Olga Zabelinskaya    | Rusia        | 37:04,46 |

- Ruta

| Puesto | Ciclista             | País         | Tiempo  |
| ------ | -------------------- | ------------ | ------- |
| Oro    | Anna van der Breggen | Países Bajos | 2:55:55 |
| Plata  | Katarzyna Niewiadoma | Polonia      | 2:55:55 |
| Bronce | Elisa Longo Borghini | Italia       | 2:55:55 |

### Masculino sub-23
- Contrarreloj individual

| Puesto | Ciclista      | País     | Tiempo   |
| ------ | ------------- | -------- | -------- |
| Oro    | Lennard Kämna | Alemania | 33:59,87 |
| Plata  | Filippo Ganna | Italia   | 34:29,58 |
| Bronce | Rémi Cavagna  | Francia  | 34:34,18 |

- Ruta

| Puesto | Ciclista             | País        | Tiempo  |
| ------ | -------------------- | ----------- | ------- |
| Oro    | Alexandr Riabushenko | Bielorrusia | 3:32:43 |
| Plata  | Bjorg Lambrecht      | Bélgica     | 3:32:43 |
| Bronce | Andrea Vendrame      | Italia      | 3:32:43 |

## Medallero
| Núm. | País         | Oro | Plata | Bronce | Total |
| ---- | ------------ | --- | ----- | ------ | ----- |
| 1    | Países Bajos | 2   | 1     | 0      | 3     |
| 2    | España       | 1   | 0     | 1      | 2     |
| 3    | Alemania     | 1   | 0     | 0      | 1     |
| 3    | Bielorrusia  | 1   | 0     | 0      | 1     |
| 3    | Eslovaquia   | 1   | 0     | 0      | 1     |
| 6    | Bélgica      | 0   | 2     | 0      | 2     |
| 7    | Italia       | 0   | 1     | 3      | 4     |
| 8    | Francia      | 0   | 1     | 1      | 2     |
| 9    | Polonia      | 0   | 1     | 0      | 1     |
| 10   | Rusia        | 0   | 0     | 1      | 1     |
|      | TOTAL        | 6   | 6     | 6      | 18    |